# Rauvolfia gracilis
Rauvolfia gracilis är en oleanderväxtart som beskrevs av I.Koch och Kin.-gouv.. Rauvolfia gracilis ingår i släktet Rauvolfia och familjen oleanderväxter. Inga underarter finns listade i Catalogue of Life.